# Papirnea, Horodok
Papirnea (în ucraineană Папірня) este un sat în comuna Ciornîvodî din raionul Horodok, regiunea Hmelnîțkîi, Ucraina.

## Demografie
Componența lingvistică a localității Papirnea
     Ucraineană (97,62%)
     Rusă (2,38%)
Conform recensământului din 2001, majoritatea populației localității Papirnea era vorbitoare de ucraineană (97,62%), existând în minoritate și vorbitori de rusă (2,38%).